# Diccionario jurídico

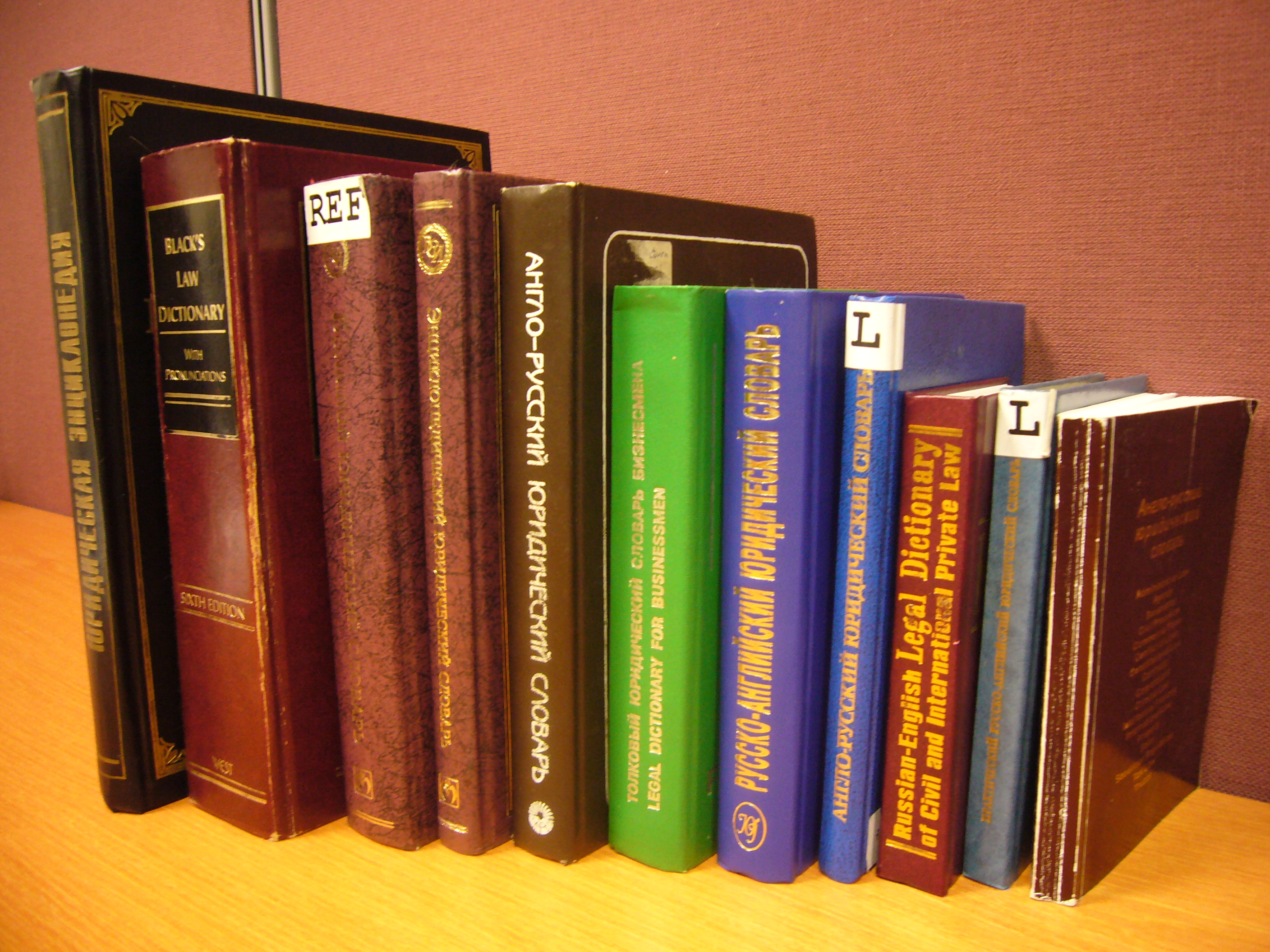
Varios diccionarios jurídicos en inglés y ruso

Un diccionario jurídico (también conocido como diccionario de derecho) es un diccionario especializado que está diseñado y compilado para brindar información sobre los términos utilizados en el campo del derecho. Si bien en el español, legal y jurídico son sinónimos, en un sentido estricto del Derecho, se consideran diferentes, siendo el conjunto de todo el contenido de las instancias lo jurídico, mientras que legal se refiere la ley.

## Tipos
Se hacen distinciones entre varios tipos de diccionarios de derecho.
Los factores diferenciadores incluyen:
- Número de idiomas cubiertos: un diccionario de derecho monolingüe cubre un idioma, uno bilingüe cubre dos.
- Número de campos cubiertos: un diccionario de un solo campo cubre todo un campo del derecho, mientras que un diccionario de subcampo cubre una parte de un campo del derecho, por ejemplo, un diccionario de derecho contractual.

## Calidad
Un buen diccionario jurídico bilingüe o multilingüe debe tener en cuenta los idiomas esperados y las competencias profesionales de los usuarios. Por lo tanto, los lexicógrafos deben considerar los siguientes aspectos: investigación del usuario del diccionario, tipología del diccionario, estructura y presentación de la información relevante. Al hacer un diccionario de derecho, los lexicógrafos intentan presentar la información de tal manera que el usuario no tenga que cargar con costos de información lexicográficos excesivos.

## Funciones
El diccionario de derecho tradicional con definiciones de términos jurídicos sirve para ayudar a los usuarios a comprender los textos jurídicos que leen (una función comunicativa) o para adquirir conocimientos sobre asuntos jurídicos independientemente de cualquier texto (una función cognitiva); estos diccionarios de derecho suelen ser monolingües.
Los diccionarios jurídicos bilingües también pueden cumplir una variedad de funciones. Primero, pueden tener palabras de entrada en un idioma y definiciones en otro idioma; estos diccionarios brindan ayuda para comprender textos jurídicos, generalmente escritos en un idioma extranjero, y para adquirir conocimientos, generalmente sobre un sistema jurídico extranjero. En segundo lugar, los diccionarios de derecho bilingües con palabras de entrada en un idioma y equivalentes en otro idioma brindan ayuda para traducir textos jurídicos, hacia o desde un idioma extranjero y, a veces, también para producir textos jurídicos, generalmente en un idioma extranjero.

## Manual de terminología jurídica
A diferencia de un diccionario de derecho, que ordena y define palabras y locuciones jurídicas individualmente y alfabéticamente, un manual de terminología jurídica ordena y define palabras y locuciones jurídicas en grupos y por tema. Por consecuencia, un estudiante u otra persona interesada en comprender una variedad de palabras y locuciones jurídicas relacionadas puede preferir usar un manual de terminología jurídica en su lugar.

### Locuciones latinas
Las locuciones latinas son expresiones en latín que se utilizan en el español con un significado cercano al original. Como el latín fue la lengua de expresión cultural y científica en Europa hasta el siglo XVIII, muchas locuciones han pervivido en el lenguaje jurídico, filosófico, técnico, religioso, médico y científico. En el uso popular, dichas locuciones se han conocido con desdén como «latinajos».
En Derecho, las locuciones latinas son muy comunes para denotar tanto con precisión la diversidad de instituciones jurídicas romanas provenientes de la doctrina y las de uso en los tribunales.En la redacción jurídica es normal usar las expresiones latinas en cursiva para destacar los términos extranjeros.
Se considera que el uso de locuciones latinas es innecesario y confuso, sobre todo para aquellos que no están familiarizados con el lenguaje jurídico, mientras que otros defiende su uso tradicional, argumentando que ayudan a expresar conceptos complejos.